# Сегизбай, Кадырбек Сауырулы
Кадырбек Сауырулы Сегизбай (каз. Кәдірбек Сауырұлы Сегізбай; 1 мая 1941; Жарсу, Зайсанский район, Восточно-Казахстанская область, Казахская ССР, СССР) — казахстанский писатель, переводчик, журналист. Заслуженный деятель Казахстана (2011), лауреат Государственной премии Республики Казахстан в области литературы и искусства имени Абая (2022).

## Биография
Родился 1 мая 1941 года в ауле Жарсу Зайсанского района Восточно-Казахстанской области.
В 1967 году окончил факультет журналистики Казахского государственного университета. После окончания работал литературным работником, заведующим отделом газеты «Лениншил Жас» (ныне «Жас Алаш») до 1974 года.
С 1974 по 1977 год — ответственный секретарь журнала «Білім және еңбек» (ныне «Зерде»);
С 1977 по 1986 год — заместитель главного редактора альманаха «Жалын»;
С 1986 по 1990 год — заведующий отделом главной редакции Казахской Советской Энциклопедии;
С 1990 по 1995 год — главный редактор издательства «Санат»;
С 1995 года — главный редактор издательства «Атамура»;

## Творчество
Кадырбек Сегизбай издал более десятка книг прозы на казахском и русском языках. Член Союза писателей Казахстана и Союза журналистов Казахстана.
Первый сборник рассказов «Нераскрытая тайна» (1972) был основан на вечной связи между двумя концепциями природы и человека, особенно ярко данная тема раскрывается в таких рассказах как «Медвежья желчь», «Три креста», «Знак вопроса», «Черный волк».
Книги «Люди дальних дорог», «Этот зеленый, зеленый мир» изданы на русском языке, а некоторые рассказы переведены на иностранные языки.
К. Сегизбай перевел роман русского писателя Альберта Лиханова «Мой генерал», рассказ словацкой писательницы Марии Дрючковой «Белая царевна», рассказ о путешествиях польского ученого и художника Бронислава Залесского «Путешествие в Казахскую Сахару», изданный в Париже в 1865 году, а также другие произведения многих писателей ближнего и дальнего зарубежья.
За книгу «Мы живем в городе» К. Сегизбай Союзом писателей Казахстана был награжден премией им. М. Ауэзова (1984). В 1986 году рассказ «Этот зеленый, зеленый мир» занял первое место в национальном закрытом конкурсе. В 2001 году авторский рассказ «Арасан» завоевал вторую премию закрытого конкурса, посвященного 10-летию независимости страны, объявленного Министерством культуры Республики Казахстан.
Автор книги:
- «Ашылмаған сыр». Рассказы. А., 1972;
- «Қойнаудағы ауыл». Повесты и рассказы. А., 1975;
- «Өреңге өскен гүл». Рассказы, 1976;
- «Жылдың ең қысқа күндері». Рассказы., 1978;
- «Люди дальных дорог». Рассказы, 1981;
- «Біз қалада тұрамыз». Рассказы., 1983;
- «Жер ортасы» А., 1991;
- «Жылдың ең қысқа күндері». Повесты и рассказы. А., 1978;
- «Этот зеленый, зеленый мир». Повести и рассказы. А-А., 1984;
- «Жол». Роман, повесть. А., 1986;
- «Беласқан». Роман, повесть. А., 2001.

## Награды и звания
- 1984 — Литературная премия имени Мухтара Ауэзова Союза писателей Казахстана за сборник «Біз қалада тұрамыз»;
- 2001 — Медаль «10 лет независимости Республики Казахстан»;
- 2011 — Медаль «20 лет независимости Республики Казахстан»;
- 2011 — звания «Қазақстанның еңбек сіңірген қайраткері» (Заслуженный деятель Казахстана);
- 2020 — Указом президента РК награждён орденом «Парасат» — за большие заслуги перед отечественной литературой.;
- 2020 — Медаль «Еңбегі үшін» (За заслуги) от акимата города Алматы;
- 2021 — Государственная степендия Первого Президента Республики Казахстан – Елбасы в области культуры;[3]
- 2022 (14 октября) — Государственная премия Республики Казахстан в области литературы и искусства имени Абая за роман «Тағдыр толқыны»;[4][5]